# Bob Arnzen
Robert Louis „Bob” Arnzen (ur. 3 listopada 1947 w Covington) – amerykański koszykarz, występujący na pozycji niskiego skrzydłowego, mistrz ligi ABA oraz baseballista.
W 1965 poprowadził swoją szkolną drużynę Bombers do wicemistrzostwa stanu, przegrywając w finale z Columbus South 54-53. Zdobył wtedy też mistrzostwo GCL, dystryktu oraz regionalne. Oprócz koszykówki grał także w baseball na pozycji miotacza.
Grał w baseball lidze MLB, reprezentując Gulf Coast Expos (1969), West Palm Beach Expos (1969–1971), Winnipeg Whips (1971), Québec Carnavals (1972), Peninsula Whips (1972). 

## Osiągnięcia
NCAA
- Uczestnik II rundy turnieju NCAA (1969)

ABA
- Mistrz ABA (1973)

Inne
- Zaliczony do Galerii Sław Sportu szkoły średniej St. Xavier (1985)[1]